# Сільвана Де Марі
Сільвана Де Марі (італ. Silvana De Mari; нар. 28 травня 1953, Санта-Марія-Капуа-Ветере) — письменниця, психотерапевтка, лікарка. Працювала хірургом в Італії та Ефіопії, згодом почала займатися психотерапією в Турині. Відома у всьому світі як авторка роману-фентезі «Останній ельф», опублікованого 2004 року італійською.
«Останній ельф» (ориг. італ. L'ultimo Elfo) — третя дитяча книжка авторки. Роман перекладений більш ніж 20-ма мовами. Отримав престижні нагороди: премії «Андерсена» і «Банкареліно» в Італії, премію «Prix Imaginales» у Франції як найкраща книга в жанрі фентезі, премію Американської Асоціації Бібліотекарів у США як найкраща зарубіжна книжка для молоді, премію Дитячого Журі в Латвії. Роман увійшов у шкільну програму в Італії.
Наступна книга «Останній орк» (ориг. італ. L'Ultimo Orco) здобула Міжнародну премію IBBY (2006) та премію «Prix Sorcières» «Les prix en littérature jeunesse» 2009 року у Франції.

## Нагороди
- 2004 — премія «Банкарелліно» та премія Андерсена («Останній ельф»)
- 2006 — премія «Prix Imaginales» («Останній ельф»)[3]
- 2006 — премія Міжнародної ради з дитячої та юнацької книги IBBY («Останній ельф»)
- 2008 — премія «Prix Sorcières» у номінації «Романи для хлопців» («Останній орк»)
- 2014 — міжнародна літературна премія «Il Molinello» («L'ultima profezia del mondo degli uomini — L'epilogo»)[4]
- 2016 — міжнародна премія «Ceppo Pistoia» («Hania. Il cavaliere di luce»)[5][6]

## Романи
- L'ultima stella a destra della luna (2000)
- La bestia e la bella (2003)
- Il cavaliere, la strega, la morte e il diavolo (2009)
- Il gatto dagli occhi d'oro (2009)
- Giuseppe figlio di Giacobbe (2014)
- La nuova dinastia (2015, 2017)
- Il gatto dagli occhi d'oro (2015)
- Sulle ali della libertà (2016)

Сага «Останній ельф»:

Обкладинка українського видання «Останнього ельфа» Сільвани Де Марі

- L'ultimo elfo (2004) («Останній ельф» — укр. 2019, видавництво «Урбіно»)
- L'ultimo orco (2005)
- Gli ultimi incantesimi (2008)
- L'ultima profezia del mondo degli uomini (2010)
- Io mi chiamo Yorsh (2011) (Приквел до «Останнього ельфа»)
- L'ultima profezia del mondo degli uomini (2012)
- Arduin il Rinnegato (2017)

Трилогія «Hania»
- Hania. Il regno delle tigri bianche (2015)
- Hania. Il cavaliere di luce (2015)
- Hania. La strega muta (2016)

## Видання українською
- Сільвана Де Марі. Останній ельф / переклад з італійської: Роман Скакун. — Львів : Урбіно, 2019. — 312 с. ISBN 978-966-2647-63-1

## Рецензії
Інна Ковалишена. Ельфи на інші істоти в повісті «Останній ельф» (20.11.2019). Світ Фентезі